# Io e Caterina
Io e Caterina è un film del 1980 diretto da Alberto Sordi.

## Trama
Enrico Melotti, un uomo d'affari di mezza età, è dominato da una feroce quanto ingenua forma di maschilismo: considera le donne solo per ciò che possono dargli, sia dal punto di vista affettivo e sessuale che dal punto di vista dei servizi lavorativi e domestici. Di conseguenza, ha difficoltà nei rapporti con la moglie Marisa, con la segretaria-amante Claudia e con la domestica Teresa.
Durante un viaggio d'affari in America, il suo amico Arturo gli mostra come ha risolto gli stessi problemi. A casa di Arturo, Enrico rimane stupefatto vedendo Caterina, un robot tuttofare dalle fattezze femminili che sbriga le faccende domestiche meglio di una persona in quanto non dorme e non ha bisogno di nutrirsi. L'unica cosa che lascia perplesso Enrico è l'insistenza del robot nel cercare Arturo per telefono a intervalli regolari, come se mostrasse l'apprensione tipica di una compagna umana.
Rientrato dal viaggio, Enrico ha nuovamente discussioni con Claudia, Teresa e Marisa: ignora le proteste di Claudia che vorrebbe che l'uomo lasciasse definitivamente la moglie per dare chiarezza e dignità alla loro relazione, critica il fatto che Marisa abbia un suo lavoro e una sua vita sociale e pretende che Teresa svolga lavoro supplementare nella sua serata libera.

Alberto Sordi fotografato sul set durante le riprese

Enrico decide di rompere i rapporti con le tre donne e di comprare un robot Caterina perché svolga le mansioni domestiche, intenzionato a vivere solo e a non dover rendere conto a nessuno. All'inizio tutto sembra procedere bene, anche se Caterina mostra reazioni quasi umane e dà qualche strano segno di inquietudine durante una visita di Marisa all'ex marito.
Credendo di aver risolto tutti i suoi problemi, Enrico comincia a cercare una compagnia femminile che non comporti per lui troppe responsabilità e invita a casa la giovane e bellissima Elisabetta che aveva conosciuto nel negozio di Marisa. La ragazza, vedendo Caterina, appare sconcertata come lo fu la moglie di Enrico, tanto più che il robot inizia a manifestare ostilità come aveva fatto con Marisa stessa.
Quando Enrico ed Elisabetta si accingono a passare la notte insieme, Caterina perde totalmente il controllo mettendo a soqquadro la casa e tentando perfino di uccidere il suo padrone; Elisabetta, presa dal panico, scappa e scompare dalla vita dell'uomo. L'intervento dell'ingegnere costruttore del robot serve a poco: Caterina, infatti, è una macchina così raffinata da avere acquisito un'autonomia quasi totale dalla sua configurazione originale.
Di fronte all'ingegnere finge di comportarsi bene per non essere smontata e sostituita, ma appena il tecnico si allontana torna a porre le sue condizioni a Enrico: lei lo servirà devotamente e senza protestare solo se lui le offrirà il rispetto e la dedizione che chiederebbe una donna vera. Enrico viene messo nuovamente alla prova dal robot, quando Susan, una ragazza americana conosciuta dall'uomo durante un viaggio, telefona chiedendo di essere ospitata nella sua casa; egli è costretto a rispondere energicamente di no, preso dalla paura di un'altra possibile ritorsione del robot.

## Accoglienza

### Critica
(Fantafilm)